# Thelonious Himself
Thelonious Himself ist ein Album von Thelonious Monk. Die Aufnahmen, die im Reeves Sound Studio, New York am 5. und 16. April 1957 entstanden waren, erschienen 1957 als Langspielplatte und in erweiterter Form ab 1996 als Compact Disc bei Riverside Records.

## Hintergrund
Als Produzent Orrin Keepnews 1957 dieses Album für Riverside aufnahm, hatte Thelonious Monk als Solopianist relativ wenig aufgenommen – neun Titel auf Piano Solo für das französische Label Disques Vogue im Jahr 1954 und einzelne Stücke auf Prestige- und Riverside-LPs. Bei jeder seiner ersten drei Aufnahmesessions für Riverside – Plays the Music of Duke Ellington, The Unique Thelonious Monk und Brilliant Corners – hatte Thelonious Monk eine Solonummer beigesteuert, und für viele Hörer waren dies auch die Höhepunkte jedes Konzerts. Also wurde beschlossen, dass Monks vierte Riverside-Platte, Thelonious Himself, fast ausschließlich aus Solo-Interpretationen bestehen sollte; zusätzlich wurde die Trionummer Monk’s Mood aufgenommen, mit John Coltrane (Tenorsaxophon) und Wilbur Ware (Kontrabass).
Die CD-Ausgabe von 1991 enthielt den zusätzlichen Probentitel ’Round Midnight (In Progress) (25:22).
Spätere Ausgaben ergänzten die Original-LP stattdessen um drei Alternative Takes von I Should Care, (I Don’t Stand) a Ghost of a Chance (With You) und Functional. In den Liner Notes gab Orrin Keepnews an, dass die Aufnahme des ursprünglichen ’Round Midnight-Outtakes „die Eliminierung praktisch aller vorhandenen Alternative Takes anderer Titel erforderlich gemacht hätte - fünf weitere Beispiele für das Improvisationsgenie dieses Pianisten.“

## Titelliste

### Original-LP
- Thelonious Monk – Thelonious Himself (Riverside Records – RLP 12-235)[4]

A1  April in Paris (E. Y. Harburg, Vernon Duke) 3:54

A2  Ghost of a Chance (Bing Crosby, Ned Washington, Victor Young) 4:23

A3  Functional (Monk) 9:20

A4  I’m Getting Sentimental Over You (George Bassman, Ned Washington) 4:06
B1  I Should Care (Axel Stordahl, Paul Weston, Sammy Cahn) 3:16

B2  'Round Midnight (Monk) 6:43

B3  All Alone (Irving Berlin) 4:53

B4  Monk’s Mood (Monk) 7:53

### CD-Edition (Keepnews Collection, ab 2008)
- Thelonious Monk – Thelonious Himself (Riverside Records – RCD-30510)[5]
  1. April in Paris, 3:54
  2. (I Don’t Stand) a Ghost of a Chance (With You) (Take 7), 4:24
  3. Functional (Take 2), 9:22
  4. I’m Getting Sentimental over You, 4:08
  5. I Should Care (Take 3), 3:15
  6. ’Round Midnight (Take 7), 6:44
  7. All Alone, 4:53
  8. Monk’s Mood (False Start), 0:58
  9. Monk’s Mood, 7:53
  10. (I Don’t Stand) a Ghost of a Chance (With You) (Take 5), 4:13
  11. Functional (Take 1), 9:44
  12. I Should Care (Take 1), 3:29
  13. I Should Care (Take 2), 3:18

## Rezeption
Der Kritiker von AllMusic schrieb: „Wie ein großartiger Schauspieler, der bisher dunkle Bedeutungsebenen in einem vertrauten Monolog findet, nimmt Monk bekannte Themen wie ‚April in Paris‘, ‚I Should Care‘ und ‚All Alone‘ auf und destilliert sie zu einer einzigen Essenz. Wo die meisten Pianisten einfach die Melodie erweitern (oder die Akkordwechsel als Schaufenster für ihre eigenen Variationen verwenden), konzentriert sich Monk alles auf thematische Materialien.“
Der Musikkritiker Robert Christgau urteilte, Thelonious Himself sei „wahrscheinlich [Monks] bestes“ Soloalbum, während das Down Beat Magazin ihm fünf Sterne gab und es als „sehr empfehlenswert“ bezeichnete.
Nach Ansicht von Thomas Fitterling sei der Albumtitel insofern zutreffend, als Monk spiele, als sei er bei sich zu Hause mit dem Klavier allein. In gemächlichem Tempi, oft sogar rubato, unterzieht er die Standard-Songs einer wohlwollenden und entspannten Exploration. Wer das unerbittlich definitive Moment der französischen Soloaeinspielungen von 1954 sucht, wird enttäuscht.
Stuart Broomer notierte in All About Jazz: „Während die Platte Piano Solo (1954) von Vogue die Originale von Monk betont hatte und die einzelnen Tracks allesamt alte Stücke waren, balanzierte Thelonious Himself seine einzigartige Herangehensweise an Standards mit beeindruckenden Originaldarbietungen.“ Die von ihm besprochene Produktion [von 2009] habe zudem einen hervorragenden Klang, lobt der Autor; er sei „jetzt so intensiv, dass man die unheimliche Monk-Atmosphäre der Überlegungen, des Zögerns und der Zufälligkeit in der Luft spüren könne“. 
A. B. Spellman stellte in National Public Radio fest, „dass ‚Monk’s Mood‘ eine dieser Kompositionen ist, die irgendwo in einer anderen Dimension zu sein scheint […] Es ist ein bisschen unheimlich. […] Das gibt ihm hier viel Menschlichkeit.“ Weiter wies er, auf das hin, was Monk hinter seinen Mitspielern, dem Bassisten Wilber Ware und dem Tenorsaxophonisten John Coltrane, spielte: „Er ist die ganze Zeit am Kommentieren, und er hat [dabei] immer noch seinen großen Sinn für Humor, und diese große Aussagekraft, alles in einem.“